# Ad-Daja
Ad-Daja (arab. الضاية; fr. Dhaya) – jedna z 52 gmin w prowincji Sidi Bu-l-Abbas, w Algierii, znajdująca się w północno-zachodniej części kraju. W 2008 roku gminę zamieszkiwało 5163 osób. Numer statystyczny gminy w Office National des Statistiques d'Algérie to 2232.